# Алферьев, Василий Петрович
Васи́лий Петро́вич Алфе́рьев (1823—1854) — русский писатель и поэт.

## Биография
Родился 13 (25) февраля 1823 года в Нижнем Новгороде в семье директора губернской гимназии и нижегородских училищ Петра Васильевича Алферьева (1784—?).
Получил образование в Лазаревском институте восточных языков, в который был отдан в 10-летнем возрасте. Успешно окончил институт в 1837 году.
По окончании института поступил на службу в канцелярию московского генерал-губернатора (1840—1843), затем служил в Хозяйственном управлении МВД (до 1844), затем занимал место ревизора в петербургском почтовом департаменте (с 1846), служил на петербургском почтамте (с 1853). Коллежский секретарь (с 1851).
Начал писать стихи уже в семилетнем возрасте, однако его сочинения, опубликованные в печати, не имели успеха ни у критиков, ни у читателей. Исключение составило 28-строчное сатирическое стихотворение «На нынешнюю войну», напечатанное (без подписи) в «Северной Пчеле» в 1854 году, в № 37, позднее перепечатанное в «Сборнике сведений о Восточной войне», которое пользовалось огромной популярностью во время Крымской войны. Из него наиболее известно первое четверостишие:

Вот в воинственном азарте

Воевода Пальмерстон

Поражает Русь на карте

Указательным перстом.
— Северная пчела, 1854, № 37, 15 (27) февраля 1854, с. 1
Стихотворение ходило в списках, его декламировали, пели на музыку К. П. Вильбоа и А. И. Дюбюк. Василий Петрович получил за него «высочайшую награду» от Николая I.
Первое известное опубликованное произведение Алферьева — стихотворение на православный мотив «Юродивый. Легенда» («Маяк», 1841). Кроме того, он напечатал следующие тексты:
- шутка в двух частях «Картина, или Похождения двух человечков» (1846) — о московских художнике и поэте, прошедших сквозь картину и превратившихся в лилипутов (ч. I; ч. II);
- полуфантастическая элегическая поэма «Плащ» (1848) — скорбный герой, осуждающий человечество за равнодушие и ничтожество;
- стихотворение «На возмущение в Париже», (февраль 1848) — осуждение масонской Франции ;
- стихотворение «Мрачно на душе», (1849);
- шуточный рассказ в стихах «Пальто» (1852);
- стихотворение «На юбилей гр. Ф. П. Толстого», (февраль 1854);
- трагедия из древнегреческой жизни в четырёх действиях «Диагор» (1854).

Во многих стихах Алферьева звучали патриотические мотивы.
Скончался в декабре 1854 года в Санкт-Петербурге. Некоторые из рукописей писателя, которых после его скоропостижной кончины осталось немало, поступили в Императорскую публичную библиотеку (ныне Российская национальная библиотека).
Стихотворенине «Чердак (Из Беранже)» было опубликовано в 1861 году.
Его сын, Иероним Васильевич Алферьев, стал заметным журналистом и писателем.